# Svizzera ai Giochi della XXVI Olimpiade
La Svizzera partecipò ai Giochi della XXVI Olimpiade, svoltisi ad Atlanta, Stati Uniti, dal 19 luglio al 4 agosto 1996, con una delegazione di 114 atleti impegnati in diciassette discipline.